# Scincogekkonomorpha
Los escincogeconomorfos (Scincogekkonomorpha) son un clado (agrupación evolutiva) de lagartos que incluye a los escleroglosos y a todos los lagartos más cercanamente relacionados con estos que con los iguanios. Estos escleroglosos primitivos incluyen a los lagartos extintos del Jurásico Superior y el Cretácico Inferior tales como Bavarisaurus, Eichstaettisaurus, Liushusaurus y Scandensia. Scincogekkonomorpha fue nombrado en 1961 y es ocasionalmente usado como un taxón basado en tallos, en contraste con el taxón basado en nodos que es Scleroglossa. De acuerdo con las filogenias basadas en características morfológicas, Scincogekkonomorpha es el taxón hermano de Iguania y juntos conforman el grupo corona Squamata, el clado más reducido que incluye a todas las serpientes y lagartos existentes.